# Cité Les Venelles
 (mai 2023).
 (mai 2023).
La mise en forme du texte ne suit pas les recommandations de Wikipédia : il faut le « wikifier ».
Les points d'amélioration suivants sont les cas les plus fréquents. Le détail des points à revoir est peut-être précisé sur la page de discussion.
- Les titres sont pré-formatés par le logiciel. Ils ne sont ni en capitales, ni en gras.
- Le texte ne doit pas être écrit en capitales (les noms de famille non plus), ni en gras, ni en italique, ni en « petit »…
- Le gras n'est utilisé que pour surligner le titre de l'article dans l'introduction, une seule fois.
- L'italique est rarement utilisé : mots en langue étrangère, titres d'œuvres, noms de bateaux, etc.
- Les citations ne sont pas en italique mais en corps de texte normal. Elles sont entourées par des guillemets français : « et ».
- Les listes à puces sont à éviter, des paragraphes rédigés étant largement préférés. Les tableaux sont à réserver à la présentation de données structurées (résultats, etc.).
- Les appels de note de bas de page (petits chiffres en exposant, introduits par l'outil «  Source ») sont à placer entre la fin de phrase et le point final[comme ça].
- Les liens internes (vers d'autres articles de Wikipédia) sont à choisir avec parcimonie. Créez des liens vers des articles approfondissant le sujet. Les termes génériques sans rapport avec le sujet sont à éviter, ainsi que les répétitions de liens vers un même terme.
- Les liens externes sont à placer uniquement dans une section « Liens externes », à la fin de l'article. Ces liens sont à choisir avec parcimonie suivant les règles définies. Si un lien sert de source à l'article, son insertion dans le texte est à faire par les notes de bas de page.
- La présentation des références doit suivre les conventions bibliographiques. Il est recommandé d'utiliser les modèles {{Ouvrage}}, {{Chapitre}}, {{Article}}, {{Lien web}} et/ou {{Bibliographie}}. Le mode d'édition visuel peut mettre en forme automatiquement les références.
- Insérer une infobox (cadre d'informations à droite) n'est pas obligatoire pour parachever la mise en page.

Pour une aide détaillée, merci de consulter Aide:Wikification.
Si vous pensez que ces points ont été résolus, vous pouvez retirer ce bandeau et améliorer la mise en forme d'un autre article.
La cité Les Venelles est un ensemble d’immeubles d'appartements situé dans la commune bruxelloise de Woluwe-Saint-Pierre en Belgique. Inauguré en 1977, cette cité-jardin composée de 17 bâtiments sur quatre hectares de parc est entièrement piétonnière, et a pour objectif de maintenir une offre d'immeubles résidentiels, abordables pour les classes moyennes, au sein de la commune.

## Historique

### Origine du projet
La construction d’une nouvelle cité à Woluwe-Saint-Pierre est à l’origine l’initiative de la commune et de son bourgmestre François Persoons, qui choisissent alors les terrains de sport du White Star comme lieu d’implantation du projet. Le financement est quant à lui apporté par le Crédit Communal de Belgique.
Cette volonté est née de l’absence de logements abordables pour la classe moyenne, notamment pour les jeunes couples et les personnes âgées réticentes aux maisons de retraite.
La commune a été influencée par la construction de la cité de l’Amitié, un projet à la fois prometteur sur le plan architectural mais aussi pour son budget très intéressant (7 500 francs au mètre carré). Le groupe AUSIA, à l’origine de ce projet fut donc engagé pour construire la nouvelle cité, sur un terrain appartenant à la commune dans un souci d’économie. À l’origine, des logements de luxe devaient être construits sur les parties hautes du terrain et des logements plus modestes en bas. Mais à la suite de la collaboration avec AUSIA, il fut décidé que le projet soit entièrement social.

### Les architectes
Commandité le 5 juin 1974 par les Entreprises François, le projet est alors confié au groupe AUSIA (1974-1977) composé et créé par les architectes Jean de Salle, Michel Benoît et Thierry Verbiest.
Jean de Salle: Né à Uccle en 1942, Jean de Salle obtient son diplôme à l’École supérieur d’Architecture St-Luc de Bruxelles en 1966. Il sera plus tard licencié en Urbanisme et Aménagement du Territoire à l’Université Libre de Bruxelles en 1973.
Michel Benoît: Architecte fondateur qui a obtenu son diplôme en 1968. Il possède également une expertise en Urbanisme et en Ergonomie, et est inscrit à l'Ordre des architectes de la région Île-de-France et à la Chambre des urbanistes de Bruxelles.
Thierry Verbiest: Architecte urbaniste fondateur, anciennement professeur à l'école d'Architecture de Lille. Il a également été impliqué dans la gestion de l'organisation AUSIA jusqu'en 2004.

### Conception du projet
Le projet imaginé par la commune de Woluwe-Saint-Pierre à l’origine, était de construire des logements à caractère luxueux sur la partie haute du terrain et des logements plus modestes dans la partie basse. La première phase avec les logements plus cossus permettant de financer la phase suivante. Mais AUSIA a préféré défendre l’idée d’un ensemble de logement sociaux et convainc alors la commune de changer ses plans. Le futur projet s’inscrit alors dans la continuité de la cité de l’Amitié.
La délibération du Conseil Communal du 31 mai 1974 a justifié la construction de logements sociaux pour répondre aux besoins des personnes à revenus modestes. Les plans ont été approuvés par les ministères des Affaires Bruxelloises et des Travaux Publics et l'Administration Centrale de l'Urbanisme, après des réunions visant à résoudre les problèmes techniques. Les Entreprises François, qui avaient remporté l'appel d'offres de la Société Nationale du Logement, ont proposé des tarifs abordables à environ 8 500 francs belges par mètre carré de surface habitable, avec une qualité de logement supérieure à celle de la Cité de l'Amitié.
La principale ligne de force développée est l’aspect uniquement piétonnier des Venelles. Les voitures ne circulent que dans les parkings situés en dessous de la cité, et sont reliés aux habitations par une série d’ascenseurs qui rendent l’accès aux personnes handicapées possible.

### Construction
Le chantier qui s’étale de 1975 à 1977, aura 2 phases de construction distingues: Venelle-1 et Venelle-2 (ou simplement phase 1 et phase 2). Il s’agit des deux copropriétés autonomes qui forment la cité des Venelles.

### Les logements
Il y a trois types de logements différents.
Tout d’abord, les logements bordant le parking, avec jardin et entrée privative, les logements à front de rue avec une loggia et enfin les logements en hauteur sont distribués par des coursives. Il y a un total de 334 appartements.
Chaque logement possède accès de plain-pied avec le terrain. Les nombreuses surfaces de parc recouvertes d’arbres et de pelouses sont des jardins collectifs pour l’ensemble de la communauté où peuvent s’organiser des potagers ou encore des zones de jeux pour les enfants.

### Statut et protection
- Actualisation de l'inventaire d'urgence (Sint-Lukasarchief - 1993-1994)
- Inventaire du patrimoine contemporain (Urbat - 1994)
- Actualisation du projet d'inventaire régional du patrimoine architectural (DMS-DML - 1995-1998)
- Actualisation permanente de l'inventaire régional du patrimoine architectural (DPC-DCE)
- Inventaire du patrimoine social (La Fonderie - 2005)
- Le patrimoine monumental de la Belgique. Woluwe-Saint-Pierre (DMS-DML - 2002-2009, 2014)[1]